# Angry Birds Seasons
Angry Birds Seasons este al doilea joc video din seria Angry Birds dezvoltat de Rovio Entertainment.